# FK Schachzjor Salihorsk
Der FK Schachzjor Salihorsk (belarussisch ФК Шахцёр Салігорск; russisch ФК Шахтёр Солигорск/FK Schachtjor Soligorsk; шахцёр / шахтёр ‚Bergmann‘) ist ein Fußballverein aus der belarussischen Stadt Salihorsk (russisch Soligorsk).
Schachzjor Salihorsk zählt zu den bekanntesten und erfolgreichsten Fußballvereinen in Belarus. Er zählt vier Titel in der belarussischen Meisterschaft, drei im belarussischen Fußballpokal und zwei im belarussischen Fußball-Supercup.
Seine Heimspiele bestreitet der Verein im rund 5.000 Zuschauer fassenden Stroitel-Stadion. Ein Manipulationsskandal führte dazu, dass der Verein 2024 wegen enormer Punktabzüge erstmals in die zweitklassige Perschaja Liha absteigen musste.

## Geschichte

### Anfänge
Der FK Schachzjor Salihorsk wurde 1961 gegründet und spielte seither immer in der ersten oder zweiten Liga der Belarussischen SSR. Der Verein blieb in diesen aber weitestgehend unbemerkt und konnte erst zum Ende der sowjetischen Zeiten auf sich aufmerksam machen, als er unter anderem dreimal (1983, 1985 und 1988) den sowjetischen Fußballpokal gewann.
Nachdem die Sowjetunion zerfallen war, wurde Schachzjor 1992 Gründungsmitglied der ersten belarussischen Liga. Dieser gehörte der Klub bis 2024 ununterbrochen an, auch wenn man vor allem zu Beginn häufig mit dem Abstieg zu kämpfen hatte. Die Saison 1997 beendete die Mannschaft auf dem letzten Tabellenplatz und entging dem Abstieg nur dadurch, dass sich ein besser platzierter Verein aus der Liga zurückzog und zwei weitere fusionierten.

### Aufstieg zur Spitzenmannschaft
In den weiteren Jahren erlebte Schachzjor Salihorsk einen sportlichen Aufstieg und belegte zwischen 1999 und 2008 immer einen Platz unter den besten fünf. Zwischen 2010 und 2022 konnte sogar immer ein Platz unter den besten drei erkämpft werden. Sowohl 1999 als auch 2000 wurde jeweils der fünfte Platz belegt. Nachdem im ersteren Jahr der Europapokal knapp verpasst worden war, erlangte man 2000 die Berechtigung zur Teilnahme am UEFA-Pokal 2001/02, da der Viertplatzierte Verein FK Njoman Hrodna nicht spielberechtigt war. Bei seinem internationalen Debüt schied Schachzjor aber bereits in der Qualifikation gegen ZSKA Sofia aus.
Nach einem weiteren fünften Platz in der Saison 2001 qualifizierte sich Schachzjor als Drittplatzierter der Saison 2002 für den UEFA Intertoto Cup 2003. Es war die erste Teilnahme des Vereins an einer internationalen Endrunde. Schachzjor konnte die erste Runde gegen den nordirischen Vertreter Omagh Town FC deutlich überstehen, unterlag aber in der zweiten Runde Cibalia Vinkovci aus Kroatien.
Der erste Titelgewinn gelang 2004 im belarussischen Pokal durch ein 1:0 nach Verlängerung im Endspiel gegen den amtierenden Meister FK Homel. Der Verein stieg so in die erste Qualifikationsrunde zum UEFA-Pokal 2004/05 ein, ging aber gegen den moldauischen FC Nistru Otaci als knapper Verlierer hervor. Im Jahr darauf wurde der Verein mit 13 Punkten Vorsprung auf Dinamo Minsk zum ersten Mal belarussischer Meister. Bei der ersten Teilnahme an der Qualifikation zur UEFA Champions League musste man sich in der ersten Runde allerdings dem NK Široki Brijeg aus Bosnien geschlagen geben.
2006 lieferte sich Schachzjor gemeinsam mit den beiden dominanten Vereinen BATE Baryssau und Dinamo Minsk einen Dreikampf um die Meisterschaft, hatte am Ende der Saison jedoch das Nachsehen und wurde mit nur drei Punkten Rückstand auf BATE – gegen das man im selben Jahr auch das Pokalfinale verlor – sowie einem Punkt Rückstand auf Dinamo Dritter. Auch 2007 wurde der dritte Platz erreicht, da Vizemeister FK Homel die bessere Tordifferenz vorweisen konnte. In beiden Fällen konnte Schachzjor die erste Runde des UEFA Intertoto Cup bestehen, schied aber jeweils in der zweiten Runde aus. 2007 unterlag man Tschernomorez Odessa aus der Ukraine, im Jahr darauf dem österreichischen SK Sturm Graz.
2008 unterlag der Verein erneut im Pokalfinale, diesmal gegen MTZ-RIPA Minsk. In der Liga wurde der vierte Platz erreicht. Im Folgejahr wurde Schachzjor Sechster, was der schlechtesten Platzierung seit elf Jahren entsprochen hatte. Auch da ging das Pokalfinale verloren, der Endgegner war Naftan Nawapolazk.
Erst 2010 konnte sich Schachzjor als Vizemeister wieder für einen europäischen Wettbewerb qualifizieren. Es war das Debüt in der UEFA Europa League, die den bisherigen UEFA-Pokal ersetzte. In der zweiten Qualifikationsrunde gab es zwei Unentschieden gegen den SV Ried, jedoch schied man aufgrund der Auswärtstorregel aus. 2011 und 2012 lief alles genauso ab: Der Verein wurde Vizemeister und scheiterte im jeweiligen Folgejahr in der zweiten Qualifikationsrunde zur Europa League. Zur Saison 2013 wurden in der Wyschejschaja Liha Play-offs eingeführt. Nach der Hauptrunde führte Schachzjor die Tabelle an, gab die Führung aber im Meisterschafts-Play-off an BATE Baryssau ab. Der Verein wurde so zum vierten Mal in Folge Vizemeister, doch diesmal schnitt man in der Europa-League-Qualifikation besser ab. Nachdem man Derry City und Zulte Waregem ausgeschaltet hatte, wurde die Play-off-Runde erreicht. In dieser musste man sich aber der PSV Eindhoven geschlagen geben.
2014 konnte Schachzjor Salihorsk mit einem 1:0 über FK Njoman Hrodna zum zweiten Mal den belarussischen Pokal gewinnen. Am bereits über die vergangene Liga-Saison ergatterten Qualifikationsplatz zur Europa League änderte das aber nichts mehr. Die Hauptrunde der Liga-Saison 2014 wurde auf einem verhältnismäßig schwachen fünften Platz beendet, jedoch holte der Verein im Meisterschafts-Play-off noch auf Platz 3 auf und spielte in der Qualifikation zur UEFA Europa League 2015/16. Dort war bereits – nach souveränem Weiterkommen gegen Glenavon FC – in der zweiten Runde gegen den Wolfsberger AC Endstation. Bei seiner ersten Teilnahme im belarussischen Supercup musste Schachzjor gegen BATE Baryssau antreten. Das Spiel endete mit 0:0, jedoch verlor Schachzjor im Elfmeterschießen. Gegen den gleichen Gegner unterlag man auch im Folgejahr mit 1:2.
2015 konnte der Verein aus Salihorsk erneut den dritten Platz in der Liga belegen, im Folgejahr wurde er erneut Vizemeister. In den beiden nachfolgenden Europa-League-Qualifikationen war aber jeweils früh Schluss. 2016 scheiterte man in der zweiten Runde am NK Domžale aus Slowenien, 2017 kam das Aus sogar schon in der ersten Runde gegen den FK Sūduva aus Litauen. 2017 verlor man außerdem erneut das Pokalfinale; diesmal ging nach einem 1:1 gegen FK Dinamo Brest das Elfmeterschießen verloren.
Die Liga-Saison 2017 wurde erneut auf Platz 3 beendet, in der späteren Qualifikation zur UEFA Europa League 2018/19 konnte wieder die erste Runde gegen Connah’s Quay Nomads überstanden werden. Es folgte jedoch erneut das Aus in der zweiten Runde gegen Lech Posen. Ein weiterer zweiter Platz kam in der Saison 2018 dazu, daraufhin wurde der belarussische Pokal mit einem 2:0-Erfolg über FK Wizebsk zum dritten Mal gewonnen. Erstmals nach fünf Jahren konnte in der Europa-League-Qualifikation zudem die dritte Runde erreicht werden. Nachdem man sich gegen Hibernians Paola aus Malta und Esbjerg fB aus Dänemark hatte durchsetzen können, verlor man in der dritten Runde deutlich gegen den FC Turin.
Nachdem in der Liga-Saison 2019 einmal mehr der dritte Platz erreicht worden war, kam es in der Supercup-Ausgabe von 2020 zum Duell mit dem amtierenden Meister Dinamo Brest. Die Partie ging jedoch mit 0:2 verloren, womit auch bei der dritten Supercup-Teilnahme kein Sieg eingefahren werden konnte. In der Qualifikation zur UEFA Europa League 2020/21 kam es bereits in der ersten Runde, die aufgrund der COVID-19-Pandemie nur aus einer Partie bestand, zum überraschenden Ausscheiden gegen den moldauischen Verein Sfântul Gheorghe Suruceni. Jedoch gab es wenige Monate später auch positive Überraschungen rund um den Verein. Mit einem 4:2-Sieg über den FK Minsk überholte Schachzjor am letzten Spieltag der Liga-Saison 2020 BATE Baryssau (0:0 gegen Dinamo Minsk) und wurde so nach 15 Jahren zum zweiten Mal belarussischer Meister. In weiterer Folge konnte BATE im Supercup im Elfmeterschießen bezwungen werden, nachdem die Partie wie schon sechs Jahre zuvor mit 0:0 geendet hatte.
Bei der erst zweiten Teilnahme des Vereins an der Qualifikation zur UEFA Champions League war aber erneut in der ersten Runde gegen Ludogorez Rasgrad Schluss. Anschließend unterlag man in der zweiten Qualifikationsrunde der neu gegründeten UEFA Europa Conference League dem CS Fola Esch. In der Liga-Saison 2021 konnte erstmals in der Vereinsgeschichte der Meistertitel verteidigt werden, was auch im Folgejahr gelungen war. Jedoch konnte man in den Qualifikationsspielen zum Europapokal keinen einzigen Sieg mehr einfahren und schied stets frühestmöglich aus. Die beiden weiteren Teilnahmen am Supercup endeten mit einer 0:1-Niederlage gegen BATE Baryssau und einem 1:0-Erfolg über den FK Homel.

### Vom Manipulationsskandal zum Rückzug
Am 11. Mai 2023 wurde Schachzjor Salihorsk aufgrund von Spielmanipulation mit Punktabzügen in Rekordhöhe bestraft. Der erste Punktabzug galt für die laufende Saison und belief sich anfangs auf eine Höhe von 30 Punkten, wobei er bis Saisonende noch auf 35 Punkte anstieg. Der zweite Punktabzug galt für den Beginn der nächsten Saison, in die Schachzjor mit 20 Minuspunkten starten sollte. Auch FK Energetik-BGU Minsk und Belschyna Babrujsk wurden mit Abzügen von 23 bzw. 11 Punkten bestraft und stiegen damit jeweils ab. Schachzjor belegte am Ende der Saison 2023 den 13. Platz und schaffte so den Klassenerhalt um einen Hauch. Ohne den Punkteabzug hätte der Verein Platz 6 erreicht.
Bedingt durch den Punktabzug für die Liga-Saison 2024 kam Schachzjor nicht in Tritt und verlor sämtliche Leistungsträger. Dies wirkte sich gleichzeitig auf die Leistungen des Vereins aus. Nach einer 0:3-Heimniederlage gegen Dinamo Minsk am 24. Spieltag war der Abstieg in die Perschaja Liha bereits besiegelt. Am Ende standen zwei Punkte zu Buche, Schachzjor hatte den letzten Tabellenplatz damit die gesamte Saison über nicht verlassen.
Im März 2025 zog sich Schachzjor Salihorsk wegen finanzieller Probleme aus dem Ligabetrieb zurück.

## Erfolge
- Belarussische Meisterschaft:
  - Meister (4): 2005, 2020, 2021, 2022
  - Vizemeister (6): 2010, 2011, 2012, 2013, 2016, 2018
- Belarussischer Pokal:
  - Sieger (3): 2004, 2014, 2019
  - Finalist (5): 2006, 2008, 2009, 2015, 2017
- Belarussischer Supercup:
  - Sieger (2): 2021, 2023
  - Finalist (4): 2015, 2016, 2020, 2022

## Europapokalbilanz
Der erste Auftritt Schachzjors auf der europäischen Fußballbühne verlief nicht besonders erfolgreich. In der Qualifikation zum UEFA-Pokal 2001/02 schied der Verein mit 1:2 und 1:3 gegen ZSKA Sofia aus.
Im UEFA Intertoto Cup 2003 wurde in der ersten Runde Omagh Town FC aus Nordirland mit 1:0 und 7:1 bezwungen. Danach scheiterte die Mannschaft an Cibalia Vinkovci aus Kroatien mit 1:1 und 2:4. In der ersten Qualifikationsrunde für den UEFA-Pokal 2004/05 traf der Klub auf den moldawischen Verein FC Nistru Otaci und schied mit 1:1 und 1:2 aus dem Wettbewerb aus.
Nach dem Gewinn der belarussischen Liga durfte der Klub an der ersten Qualifikationsrunde für die UEFA Champions League 2006/07 teilnehmen. Beide Spiele gingen gegen NK Široki Brijeg mit jeweils 0:1 verloren.
Die Mannschaft besiegte in der ersten Runde im UEFA Intertoto Cup 2007 den armenischen Vertreter FC Ararat Jerewan mit 4:1 und 0:2. In der zweiten Runde wurden beide Spiele gegen Tschornomorez Odessa mit 2:4 und 0:2 verloren. Die erste Runde im UEFA Intertoto Cup 2008 wurde gegen den polnischen Klub KS Cracovia mit 2:1 und 3:0 überstanden. In der zweiten Runde schied die Mannschaft gegen SK Sturm Graz mit 0:2 und 0:0 aus.
2011, 2012 und 2013 trat der FK Schajzor Salihorsk jeweils in der zweiten Qualifikationsrunde der UEFA Europa League an und schied stets aus. 2011 verlor man gegen den lettischen FK Ventspils mit 0:1 und 2:3. 2012 kam der österreichische SV Ried mit 1:1 und 0:0 wegen der Auswärtstorregel weiter. 2013 gab es gegen den moldauischen FC Milsami zwei 1:1-Unentschieden; Salihorsk schied nach einem mit 2:4 verlorenen Elfmeterschießen aus.
| Saison  | Wettbewerb                    | Runde                  | Gegner                    | Gesamt          | Hin           | Rück          |
| ------- | ----------------------------- | ---------------------- | ------------------------- | --------------- | ------------- | ------------- |
| 2001/02 | UEFA-Pokal                    | Qualifikation          | ZSKA Sofia                | 2:5             | 01:2 (H) 1    | 1:3 (A)       |
| 2003    | UEFA Intertoto Cup            | 1. Runde               | Omagh Town FC             | 8:1             | 01:0 (H) 2    | 7:1 (A)       |
| 2003    | UEFA Intertoto Cup            | 2. Runde               | Cibalia Vinkovci          | 3:5             | 01:1 (H) 2    | 2:4 (A)       |
| 2004/05 | UEFA-Pokal                    | 1. Qualifikationsrunde | FC Nistru Otaci           | 2:3             | 1:1 (A)       | 01:2 (H) 2    |
| 2006/07 | UEFA Champions League         | 1. Qualifikationsrunde | NK Široki Brijeg          | 0:2             | 0:1 (H)       | 0:1 (A)       |
| 2007    | UEFA Intertoto Cup            | 1. Runde               | FC Ararat Jerewan         | 4:3             | 4:1 (H)       | 0:2 (A)       |
| 2007    | UEFA Intertoto Cup            | 2. Runde               | Tschornomorez Odessa      | 2:6             | 2:4 (A)       | 0:2 (H)       |
| 2008    | UEFA Intertoto Cup            | 1. Runde               | KS Cracovia               | 5:1             | 2:1 (A)       | 3:0 (H)       |
| 2008    | UEFA Intertoto Cup            | 2. Runde               | SK Sturm Graz             | 0:2             | 0:2 (A)       | 0:0 (H)       |
| 2011/12 | UEFA Europa League            | 2. Qualifikationsrunde | FK Ventspils              | 2:4             | 0:1 (H)       | 2:3 (A)       |
| 2012/13 | UEFA Europa League            | 2. Qualifikationsrunde | SV Ried                   | (a)1:1(a)       | 1:1 (H)       | 0:0 (A)       |
| 2013/14 | UEFA Europa League            | 2. Qualifikationsrunde | FC Milsami                | 2:2 (2:4 i. E.) | 1:1 (H)       | 1:1 n. V. (A) |
| 2014/15 | UEFA Europa League            | 2. Qualifikationsrunde | Derry City                | 6:1             | 1:0 (A)       | 5:1 (H)       |
| 2014/15 | UEFA Europa League            | 3. Qualifikationsrunde | SV Zulte Waregem          | 7:4             | 5:2 (A)       | 2:2 (H)       |
| 2014/15 | UEFA Europa League            | Play-offs              | PSV Eindhoven             | 0:3             | 0:1 (A)       | 0:2 (H)       |
| 2015/16 | UEFA Europa League            | 1. Qualifikationsrunde | Glenavon FC               | 5:1             | 2:1 (A)       | 3:0 (H)       |
| 2015/16 | UEFA Europa League            | 2. Qualifikationsrunde | Wolfsberger AC            | 0:3             | 0:1 (H)       | 0:2 (A)       |
| 2016/17 | UEFA Europa League            | 1. Qualifikationsrunde | NSÍ Runavík               | 7:0             | 2:0 (A)       | 5:0 (A)       |
| 2016/17 | UEFA Europa League            | 2. Qualifikationsrunde | NK Domžale                | 2:3             | 1:1 (H)       | 1:2 (A)       |
| 2017/18 | UEFA Europa League            | 1. Qualifikationsrunde | Sūduva Marijampolė        | 1:2             | 0:0 (H)       | 1:2 (A)       |
| 2018/19 | UEFA Europa League            | 1. Qualifikationsrunde | Connah’s Quay Nomads      | 5:1             | 3:1 (A)       | 2:0 (H)       |
| 2018/19 | UEFA Europa League            | 2. Qualifikationsrunde | Lech Posen                | 2:4             | 1:1 (H)       | 1:3 n. V. (A) |
| 2019/20 | UEFA Europa League            | 1. Qualifikationsrunde | Hibernians Football Club  | 2:0             | 1:0 (H)       | 1:0 (A)       |
| 2019/20 | UEFA Europa League            | 2. Qualifikationsrunde | Esbjerg fB                | 2:0             | 2:0 (H)       | 0:0 (A)       |
| 2019/20 | UEFA Europa League            | 3. Qualifikationsrunde | FC Turin                  | 1:6             | 0:5 (A)       | 1:1 (H)       |
| 2020/21 | UEFA Europa League            | 1. Qualifikationsrunde | Sfîntul Gheorghe Suruceni | 0:0 (1:4 i. E.) | 0:0 n. V. (A) | 0:0 n. V. (A) |
| 2021/22 | UEFA Champions League         | 1. Qualifikationsrunde | Ludogorez Rasgrad         | 0:2             | 0:1 (A)       | 0:1 (H)       |
| 2021/22 | UEFA Europa Conference League | 2. Qualifikationsrunde | CS Fola Esch              | 1:3             | 1:2 (H)       | 0:1 (A)       |
| 2022/23 | UEFA Champions League         | 1. Qualifikationsrunde | NK Maribor                | 0:2             | 0:0 (A)       | 0:2 (H)       |
| 2022/23 | UEFA Europa Conference League | 3. Qualifikationsrunde | CFR Cluj                  | 0:1             | 0:0 (H)       | 0:1 (A)       |

Gesamtbilanz: 59 Spiele, 15 Siege, 18 Unentschieden, 26 Niederlagen, 72:71 Tore (Tordifferenz +1)